# Big Huge Games
Big Huge Games è una società americana che si occupa della creazioni di giochi strategici con sede a Timonium, nel Maryland. La società fu fondata nel febbraio del 2000 da quattro sviluppatori veterani di videogiochi: Tim Train, David Inscore, Jason Coleman e Brian Reynolds, che peraltro aveva già creato Civilization II, Alpha Centauri e Colonization.

## Storia ed eventi principali
Anche se Brian Reynolds era un membro fondatore di Firaxis, lui e gli altri decisero di fondare una nuova compagnia in grado di creare giochi di strategia per pc che includessero la complessità dei giochi a turni e la giocabilità di quelli in tempo reale. Il sito web della società riflette l'interesse della stessa verso i giochi di strategia.
Nel febbraio del 2007, la Big Huge Games annunciò che Ken Rolston, il disegnatore di The Elder Scrolls IV: Oblivion e The Elder Scrolls III: Morrowind, era entrato a far parte della compagnia come disegnatore di un gioco di cui ancora non si conosceva il nome. Più tardi la società ha annunciato che il nome del precedente gioco verrà reso noto nel 2009. Inoltre questo gioco sarà il primo a non essere distribuito dalla Microsoft come era avvenuto per Rise of Nations o Rise of Legends, nel 2012 viene pubblicato il gioco in questione: Kingdoms of Amalur: Reckoning.
Il 18 maggio 2007 la Big Huge Games annunciò che i suoi programmatori avrebbero sviluppato la seconda espansione del gioco di strategia Age of Empires III chiamata Age of Empires III: The Asian Dynasties che uscì nell'autunno del 2007.
Il 17 gennaio 2008 THQ annuncia l'acquisizione della società che ne diviene una sussidiaria.

## Giochi creati
- Rise of Nations, maggio 2003
- Rise of Nations: Thrones and Patriots, aprile 2004
- Rise of Nations: Rise of Legends, maggio 2006
- Catan, maggio 2007 (versione per Xbox 360)
- Age of Empires III: The Asian Dynasties, ottobre 2007
- DomiNation, 2015